# Charles Onyeama
Charles Onyeama (Eke bij Enugu, 5 augustus 1917 - 5 september 1999) was een Nigeriaans rechter. Hij werkte in eigen land bij verschillende rechtbanken, waaronder van 1964 tot 1966 aan het Hooggerechtshof. Van 1967 tot 1976 was hij rechter bij het Internationale Gerechtshof en van 1982 tot 1990 bij de Bestuursrechtbank van de Wereldbank.

## Levensloop
Onyeama studeerde aan het King's College in Lagos, het Achimota College in de toenmalige Britse kolonie Goudkust (nu Ghana), het University College in Londen en het Brasenose College in Oxford.
Na zijn terugkeer was hij van 1946 tot 1951 lid van de Eastern House of Assembly en van 1948 tot 1950 van een commissie die de grondwet uitwerkte. Dit was een tijd waarin Nigeria steeds verder richting onafhankelijkheid van het Verenigd Koninkrijk stevende en wat in 1960 een feit werd. In de periode van 1952 tot 1956 werkte hij als Oppermagistraat, een soort vredesrechter in Nigeria.
Van 1956 tot 1957 was Onyeama rechter van de rechtbank van West-Nigeria en aansluitend tot 1964 van de rechtbank van Lagos, waarvan in de jaren 1961 tot 1963 als plaatsvervangend rechter-president. Van 1964 tot 1966 was hij vervolgens rechter van het Hooggerechtshof.
Voor de periode van 1967 tot 1976 werd hij gekozen tot rechter van het Internationale Gerechtshof in Den Haag. Later, voor de periode van 1982 tot 1990, werd hij benoemd tot rechter van de Bestuursrechtbank van de Wereldbank.